# Sálání
Sálání (vyzařování, radiace) je fyzikální proces, při kterém látka emituje do prostoru energii ve formě elektromagnetického záření. Na rozdíl od přenosu tepla vedením nebo prouděním se může prostřednictvím sálání teplo přenášet i ve vakuu, tzn. bez zprostředkování přenosu látkovým prostředím.
Energie, která je sáláním vyzařována, závisí na několika faktorech:
- teplota tělesa – množství vyzářené energie je popsáno Planckovým vyzařovacím zákonem.
- barva povrchu – nejmenší množství tepla je vyzařováno stříbřitě lesklými povrchy, největší černými. Toho se využívá například při konstrukci termosek, kde jsou povrchy stříbřitě lesklé pro minimalizaci předávání tepla sáláním. Jiným příkladem jsou naopak chladiče kosmických lodí, které jsou černé pro maximalizaci vyzářeného tepla.[zdroj?] Při teplotách nad 1000 °C je ale pro většinu materiálů již rozdíl zanedbatelný a s malou chybou lze počítat s tím, že se prakticky všechna tělesa chovají jako absolutně černé těleso.
- obsah plochy – energie vyzařovaná sáláním je přímo úměrná obsahu povrchu vyzařujícího tělesa.

Teoreticky se sáláním zabývá termodynamika záření a statistická fyzika fotonového plynu. Důležitými zákony jsou zejména:
- Planckův vyzařovací zákon,
- třetí Kirchhoffův zákon - Kirchhoffův zákon tepelného záření,
- Wienův posunovací zákon,
- Stefanův–Boltzmannův zákon.

## Tepelné záření
Tepelné záření v obecném smyslu je totožné se sáláním, tedy vyzařováním celého elektromagnetického spektra. Z termodynamického hlediska jde o tepelný přenos při jakékoli vlnové délce.
V užším smyslu se tím rozumí infračervené záření, nebo záření trochu užšího intervalu vlnových délek 0,7–10 μm, které odpovídají maximům elektromagnetického vyzařování teplých těles a je i smyslově pociťované jako teplé. Naopak, někdy se v zobecněném smyslu používá pojem tepelné záření i pro vyzařování hmotných částic (s nenulovou klidovou hmotností), např. v astrofyzice pro kvantové vyzařování černých děr.